# Al. Blachère
Al. Blachère (ur. ?, zm. ?) – francuski krokiecista, uczestnik Letnich Igrzysk Olimpijskich 1900.

## Kariera sportowa
Startował w dwóch konkurencjach: w zawodach z jedną piłką, oraz w zawodach z dwoma piłkami. Swój występ na igrzyskach, zaczął w eliminacjach tej pierwszej konkurencji. W rundzie eliminacyjnej uzyskał 17 punktów i zajął trzecie miejsce. W następnej rundzie (w której decydowały się losy medali) zdobył 22 punkty, jednak wynik ten wystarczył tylko do zajęcia czwartego miejsca.
Następnie wystartował w drugiej konkurencji. Pomimo porażki w pierwszej rundzie (z Jacquesem Sautereau), Blachère wystąpił w następnej fazie. Jednak w tejże fazie przegrał wszystkie trzy pojedynki i także uplasował się na czwartym miejscu.